# Moses
|  | For Michelangelos skulptur, se Moses (Michelangelo) |
Moses (hebraisk משה, udtalt /ˈmɔʃə/ el. [mɔːʃ], lat. Moyses) er i Bibelen den person, der regnes som israelitternes befrier fra trældommen påført af dem af Farao i Egypten, og som var deres leder i den tid, de var i ørkenen. Han regnes som en af de vigtigste personer i Bibelen og en af de vigtigste profeter i jødedommen, i kristendommen, Islam, Bahá'í, og adskillige andre abrahamitiske religioner, idet han modtog instrukser om israelitternes religion og den lov, der blev kendt som Moseloven. Ifølge den hebraiske bibel Tanakh, kendt som Det Gamle Testamente i den kristne bibel, var Moses et hebraisk hittebarn, der som spæd blev sat i Nilen af sin moder Jocheved i en kurv, da Farao befalede at alle hebraiske sønner skulle slås ihjel, eftersom det voksende antal af hans hebraiske slaver havde skabt bekymringer hos ham om, at de skulle blive mere talstærke end egypterne og nedstyrke hans rige. Moses havde en storebror og storesøster, Aron og Miriam. Kurven drev gennem floden og kom til Faraos palads, hvor en egyptisk prinsesse fandt den og adopterede Moses. Moses levede sammen med den egyptiske kongelige familie indtil han slog en egyptisk slavemester ihjel (fordi slavemesteren slog på¨en hebræer), hvorefter Moses flygtede ud i ørkenen, over Det Røde Hav til Midian, hvor han mødte Herrens Engel, der talte til ham gennem en brændende tornebusk på Horeb-bjerget (som han anså som Guds Bjerg). Gud sendte Moses tilbage til Egypten for at beordre israelitternes løsladelse fra deres slaveri, og så han kunne lede dem til landet Kanaan. Eftersom Moses sagde, at han ikke var veltalende, tillod Gud Aaron, hans bror, at blive hans taler. Både Moses og Aaron fik hver deres stav, som de kunne udføre Guds undere gennem. Da Farao nægtede at lade hebræerne gå, ramte Gud Egypten med De Ti Plager, hvorefter Moses førte israelitterne over Det Røde Hav, som Moses delte med den stav, Gud havde givet ham, og bagefter bosatte de sig på Sinaibjerget, hvor Moses blev givet de ti bud samt de andre Moselove.
Efter israelitterne havde vandret i ørkenen i 40 år, døde Moses på Nebobjerget med Det Lovede Land indenfor synsvidde.
Hieronymus angiver 1592 fvt, og James Ussher 1571 fvt som Moses' fødselsår.|Sankt Augustin 
optegner navnene på kongerne, der levede da Moses blev født i Om Guds stad:
- "Da Safrus regerede som den fjortende konge af Assyrien, og Ortopolis som den tolvte af Sikyon, og Kriasos som den femte af Argos, blev Moses født i Egypten, ..." I Femte Mosebog bliver Moses kaldt "Guds mand".

## Moses' liv ifølge Bibelen
Moses blev født ind i en israelitisk familie af Levi stamme. Han var søn af Amram og Jokebed (hebraisk: Jocheved) og bror til Aron og Mirjam. Moses blev født i en tid, hvor Israelitternes sønner blev dræbt i Egypten. For at undgå denne skæbne blev Moses gemt og lagt i en sivkurv, der blev sat ud på Nilen. Sivkurven bliver fundet af Faraos datter, som adopterede Moses .
Moses vokser op og lægger mærke til Israelitternes uretfærdige slaveritilstand. Da en hebræer bliver dræbt af en egypter, dræber Moses egypteren. Moses må derpå flygte til Midjan og søger ophold hos Jetro, hvor han bliver hyrde. Han bliver gift med Jetros datter, Sippora (tziporah), som føder ham to sønner Eliezer og Gershom .
Efter dette viser Gud sig for Moses i en brændende tornebusk og sender ham til Farao for at føre israelitterne ud af Egypten. Moses er bange for konfrontationen med Farao og for, om hans folk tror på, at Gud har sendt ham med denne opgave. Han undslår sig gang på gang, bl.a.: Undskyld mig, Herre, men jeg har ikke ordet i min magt ... og Undskyld mig, Herre, send dog en anden ... . Gud giver Moses to tegn, som han kan vise israelitterne, hvis de ikke vil tro, at Gud har sendt ham. Det første er, at Moses' kan omdanne sin stav til en slange og igen til en stav. Det andet er, at Moses kan tage sin hånd ind på brystet og tage det ud igen dækket med spedalskhed, og derefter rense den igen på samme måde . Moses drager til Egypten og opfordrer Farao, sammen med sin bror Aron, til at løslade Israels tolv stammer. Farao nægter og bliver ikke overbevist af Moses' tegn . 
Moses truer Farao og Egypten med ti plager, der heller ikke får Farao til at lade israelitterne rejse. Endelig, efter den tiende plage, i hvilken alle Egyptens førstefødte dør , er Farao villig til at løslade israelitterne, som drager ud i ørkenen under Moses' ledelse.
Farao fortryder imidlertid, og i et desperat forsøg forfølger han og hans hær israelitterne ud i ørkenen og når dem ved Det Røde Hav. Israelitterne er fanget mellem havet og Egyptens hær. Ved et mirakel splitter Moses havet og fører israelitterne over til den anden side. Egypterne forsøger også at passere det spaltede hav men havet lukker sig og egypterne drukner .
Moses leder israelitterne til Sinaibjerget og går op på bjerget for at få overdraget de ti bud . Mens Moses er oppe på bjerget, synder israelitterne og laver en guldkalv som afgud. Efter fyrre dage og nætter kommer Moses ned fra bjerget med de ti bud indskrevet på to stentavler. Da Moses ser guldkalven, kaster han i vrede stentavlerne fra sig, og de knuses. Herefter tilintetgør Moses guldkalven . Moses går op på Sinaibjerget igen, bliver atter givet de ti bud og kommer ned og underviser israelitterne om dem. Efter Moses' møde med Gud på Sinaibjerget stråler det fra hans ansigt med glans, fordi han har talt med Gud ansigt til ansigt, og han bliver nødt til at tildække sit ansigt, når han taler med mennesker .
Moses og israelitterne vandrede rundt i ørkenen i fyrre år. I denne tidsperiode fuldstændiggør Moses de fem Mosebøger. Moses leder israelitterne tiĺ grænsen af det hellige land og overdrager sin ledelse til Josva(Joshua).
Moses dør 120 år gammel.

## Moses' navn
Stavemåden Moses stammer fra den græske form Μωυσής, der igen stammer fra det hebraiske navn Moshe. Bogstavet s blev tilføjet det hebraiske navn, eftersom græske drengenavne som regel ikke kan ende på en vokal. Eksempler på andre navne, der følger denne regel, inkluderer det hebraiske Tobia, der bliver til Tobias, Mathia, der bliver til Mathias, og Jesu, der bliver til Jesus.
Ifølge Biblen fandt faraos datter Moses i Nilen og hev ham ud derfra og kaldte ham Moses For jeg har trukket ham (meshitihu) op af vandet. På hebræisk betyder Moshe hevet ud af vandet. Nogle mener dog, at Moses' navn stammer fra det egyptiske moses, der betyder søn. Denne mening er baseret på ligheden med andre egyptiske navne som f.eks. Tuthmoses og Ramses, der betyder henholdsvis søn af Thoth og søn af Ra.
Moses er også blevet kaldt Moshe Rabbenu på hebraisk (מֹשֶׁה רַבֵּנוּ, bogstaveligt "Moses vores Lærer").